# Sidney W. Pink
Sidney W. Pink (Pittsburgh, 16 marzo 1916 – Pompano Beach, 12 ottobre 2002) è stato un regista e produttore cinematografico statunitense, considerato il padre dei lungometraggi in 3D.

## Biografia
È conosciuto anche per aver prodotto i primi spaghetti western e i primi film di fantascienza a basso costo, oltre che per aver contribuito al passaggio di Dustin Hoffman dal palcoscenico allo schermo.

## Filmografia

### Regista
- Reptilicus, co-diretto con Poul Bang (1961)
- Viaggio al settimo pianeta (1962)
- Il sentiero dell'oro (1965)
- 7 donne per una strage, co-diretto con Rudolf Zehetgruber e Gianfranco Parolini (1966)

### Produttore
- Marte distruggerà la Terra, regia di Ib Melchior (1959)

- Il sentiero dell'oro (1965)
- Django... cacciatore di taglie, regia di León Klimovsky (1966)
- Bang Bang Kid, regia di Giorgio Gentili (1967)